# Selene Muñoz
Selene Muñoz (født 3. december 1988 på Mallorca) er en spansk-dansk danser og koreograf, hvis kunst har base i flamenco og moderne dans.

## Opvækst og uddannelse
Selene Muñoz er født i Palma på Mallorca og flyttede som fireårig med sine forældre til Danmark. Dér startede hun sin dansetræning, og som 11-årig lavede hun sin første produktion, der blev fulgt af den danske tv-kanal DR1. Få år senere begyndte hun at undervise og give workshops. Muñoz har blandt andet undervist dansere fra Den Kongelige Ballet, New York City Ballet og Cirque du Soleil. Som 14-årig flyttede hun til Madrid, hvor hun studerede på det anerkendte flamencoakademi Amor de Dios og efterfølgende på Real Conservatorio Professional de Danza.  

## Karriere
Selene Muñoz er kendt for at fusionere flamenco med andre stilarter og er derfor banebrydende og nyskabende[kilde mangler] indenfor kunsten. Hun er lige dele danser og musiker og komponerer ofte selv musik til sine produktioner. Hun arbejder med symbiosen mellem dans og musik samt sætter fokus på historiefortælling og æstetik.[kilde mangler]
Hun har optrådt over hele verden, på scener som Guggenheim-museet i New York, Tchaikovsky Concert Hall og House of Music i Moskva, Det Kongelige Teater, Skuespilhuset og Operaen i København, Louisiana Museum, Museo Reina Sofía i Madrid, Tower of David i Jerusalem, Bergen International Festival, Malmö Summer Festival, Lisinski Concert Hall i Kroatien, World Expo 2010 i Shanghai, FN's UNLEASH award show i Musikhuset i Aarhus m.fl.  
I 2011 og 2012 var Muñoz solodanser og koreograf i Alexander Kølpins Sommerballet på Bellevue Teatret, og i 2013 samarbejdede hun med sangerne Steffen Brandt og Marie Key i Udenfor sæsonen på Bornholm. Det var ligeledes i 2013, at hun etablerede sit firma Danzart, som skaber produktioner og events. Endvidere arbejdede hun i 2012 og 2014 sammen med dronning Margrethe om Nøddeknækkeren i Tivolis Koncertsal.

## Priser og nomineringer
Selene Muñoz har vundet flere priser og modtaget nomineringer for sin kunst. I 2006 modtog hun præmien Fotoescena for 'Best Image On Stage', i Certamen de Coreografía de Danza Española y Flamenco for koreografien 'La Chaconera' til musik af Johann Sebastian Bach. Samme år blev hun udvalgt til at optræde på Flamenco Festival of USA. I 2007 modtog hun tredjepræmien i koreografikonkurrencen i Madrid for koreografien 'A Donde vas, amor'. I 2012 blev hun nomineret til en Reumert som 'Årets Danser', modtog Neel Resling-prisen, Vibeke Rørvig-legatet og vandt Vild Med Dans - Knæk Cancer kampagnen. I 2013 vandt hun tre priser i Certamen de Coreografía de Danza Española y Flamenco for hendes koreografi Alegria de papel'. I 2017 blev hun nomineret som Årets Danser i CPH Culture. I 2018 vandt hun koreografikonkurrencen i Madrid med koreografien 'Shake' og modtog, som den første, titlen som æresmedlem i foreningen Casa de España en Dinamarca - støttet af den spanske ambassade i Danmark for sin udbredelse af spansk dans og kultur i Skandinavien. Og i 2020 modtog hun et rejselegat fra Albert Gaubiers Fond for sin indflydelse på balletkunsten. 